# Scapulaseius oguroi
Scapulaseius oguroi är en spindeldjursart som först beskrevs av Ehara 1964.  Scapulaseius oguroi ingår i släktet Scapulaseius och familjen Phytoseiidae. Inga underarter finns listade i Catalogue of Life.